# 康定毛茛
康定毛茛（学名：Ranunculus dielsianus）为毛茛科毛茛属下的一个种。

## 扩展阅读
- 維基物種上的相關：康定毛茛